# أفالنش ستوديوز
أفالنش ستوديوز (بالإنجليزية: Avalanche Studios)‏ هي شركة سويدية متخصصة في ألعاب الفيديو، تأسست عام 2003 ويقع مقرها في ستوكهولم بالسويد وفي نيويورك بالولايات المتحدة. تقوم الشركة بـ تطوير ألعاب الفيديو وتركز على ألعاب العالم المفتوح.

## الألعاب
- جست كوز
- جست كوز 2
- ماكس المجنون
- جست كوز 3
- فاينل فانتازي XV
- جست كوز 4
- ريج 2

## وصلات خارجية
- الموقع الإلكتروني